# Oliarus albiziae
Oliarus albiziae är en insektsart som beskrevs av Van Stalle 1987. Oliarus albiziae ingår i släktet Oliarus och familjen kilstritar. Inga underarter finns listade i Catalogue of Life.